# Circonscription de Gonido-Weyen
La circonscription de Gonido-Weyen est une des 135 circonscriptions législatives de l'État fédéré Amhara, elle se situe dans la Zone Est Godjam. Son représentant actuel est Asfaw Terfe Reta.